# Саския
Саския (на английски: Saskia) е ударен кратер разположен на планетата Венера. Той е с диаметър 37,1 km, и е кръстен на Саския ван Ойленбург‎ – съпругата на Рембранд.
Образуването на кратера е причинено от голям 2,5 километра астероид. Покритие от изхвърлени материали се простира на всички страни от него, което означава, че въздействието е настъпило в областта при вертикален ъгъл на падане. Кратерът има централна височина, която е създадена, след като е ударен дълбокия басейн. Първоначално ръбът на кратера се отпусна и формира склон с тераси.